# 川口優太郎
川口 優太郎（かわぐち ゆうたろう 1987年 - ）は、日本の胚培養士、エンブリオロジスト、起業家。
リプロダクティブサポートファーム東京・代表。

## 人物・経歴
埼玉医科大学在学中に、ART・IVF領域において世界的に有名なオーストラリア・メルボルン Monash Universityへの留学をきっかけに、生殖補助医療の分野に興味を持つ。
大学卒業後、総合病院勤務を経て、国際基督教大学大学院 博士前期課程 アーツサイエンス研究科生命科学専修へと進学(理学修士)。大学院修了後は、加藤レディスクリニックに入職。
加藤レディスクリニックの系列病院となる、中国・上海永远幸妇科医院生殖医学センターへと出向し、不妊治療施設の新規開業サポートメンバーとして携わるとともに、現地スタッフの育成・指導や培養室の運営、管理などを行う。
2018年に、東京都渋谷区内の不妊治療専門クリニックの新規開業に携わり、培養室の室長として赴任。翌年には、千葉県船橋市内の不妊治療専門クリニックの新規開業に携わり、培養室の室長として赴任。
この頃から、妊活・不妊治療関連のイベントやセミナーでの登壇機会が増えたことをきっかけに、日本全国の様々な企業・施設から不妊治療・生殖医療に関連した仕事の依頼を受ける機会が増え、2020年に妊活・不妊治療・生殖医療分野に特化した生殖医療専門のコンサルティング企業であるリプロダクティブサポートファーム東京を創設し代表に就任。
以降、東京都、千葉県、栃木県、福島県、静岡県など複数の不妊治療施設で、新規クリニックの開業支援や、技術者の育成指導、培養室の管理・運営サポート、アシスタント、コンサルティング、テクニカルアドバイザーなどを行うほか、妊活や不妊治療に関連したセミナーやイベントでの講演、企業のサービス・アプリケーション・サプリメント・メディアでの医療監修、記事・コラムの執筆など広く活動。
事業内容や活動内容が多方面から高く評価され、数多くのビジネスコンテストや表彰を受賞。

## 受賞歴

### 2020年
- BabyTech® Award Japan 2020 powered by DNP 大日本印刷『優秀賞』受賞（※医学監修：夫婦で使う妊活サポートアプリ「KONOTOKI／コノトキ」)[4]。

- 中野区ビジネスプランコンテスト ビジコンなかの2020『優秀賞』受賞[5]。

### 2021年
- 日光市まちづくり大喜利コンテスト 『アイデア賞』受賞[6]。

- LIFULL OPEN SWITCHビジネスプランコンテストVol.5『入賞』案件。

- POLA×Wemake美を通して“私の可能性がひろがる”ポーラの新しいサービス『特別賞』受賞（※明るい未来のための妊活サポート／チーム内サポートメンバーとして）。

- やさシティ松戸ビジネスプランコンテスト『松戸市長賞』受賞[7]。

- 信州ベンチャーコンテスト2021『グランプリ』受賞[8]。

- 荒川区ビジネスプランコンテスト2021『城北信用金庫賞（特別賞）』受賞[9]。

- 彦根の未来を創るアイデアコンテスト2021『みんなでつくるゆりがこ賞』受賞。

- ベンチャーカップCHIBA『SDGsビジネス賞』受賞[10]。

### 2022年
- JCI JAPAN TOYP 2022（旧人間力大賞）『総務大臣奨励賞』受賞[11]。

### 2024年
- アジア太平洋生殖医学会（ASPIRE 2024）『優秀発表賞・ポスター部門（Best Presentation Award・Poster）』受賞。 （The 13th Congress of the Asia Pacific Initiative on Reproduction）

## 主な活動

### セミナー・イベント
- NPO法人フォレシア主催『不妊治療と仕事の両立』に関する企業向け研修セミナー
- Degetal Garege Open Network Lab 第9回Futurist Meetup『胚培養士・法哲学者と考える生殖医療の未来』
- ハローbebe妊活セミナー『妊娠のしくみについて』、『不妊症・不妊治療について』
- エンパワテックソサエティー株式会社主催 妊活セミナー『不妊治療を活用した「妊娠のヒント」』
- TecnoLife.2018 『不妊治療の悩みをテクノロジーで解決する 』
- 株式会社ファミワン 主催『妊活するなら知っておきたい卵子・精子・受精卵の話 』、『妊活の悩みを専門家に直接相談ができる無料オンラインイベント「質問1000本ノック」』ほか
- 『子どもを迎える物語 生殖、不妊治療、親になる選択』 出版記念イベント[12]。　　ほか

### 記事執筆・医学監修
- 夫婦で使う妊活サポートアプリ「KONOTOKI／コノトキ」
- 薬剤師・生殖医療専門家監修 妊活サプリメント「トツキトオカ 葉酸サプリメント」[13]。

- 理系学生向けBiolo.Web 2018.11月号 記事が掲載
- 生殖専門メディアUMUにて胚培養士 特集記事が掲載
- empowertec society,Inc Marberaにて コラム執筆中
- FamiOne,Inc 専門家監修コラム執筆中
- VOGUE JAPANにて高齢女性に向けた不妊治療の特集記事が掲載[14][15]。

- 書籍『The Art of Waiting: On Fertility, Medicine, and Motherhood』医学用語監修　　ほか

### メディア出演
- NHK 秋田放送局 「ニュースこまち」
- FM西東京（84.2MHz） 「妊活ラジオ 先端医療の気になるあれこれ」
- ウェルネスメディア｜［知ってハレばれ］不妊治療はわがままでいい！専門家として性と生殖の正しい知識を広めたい

### 記事掲載
- Yahoo！ニュース
- 文春オンライン（株式会社文藝春秋）
- 朝日新聞社
- 読売新聞社
- 日本経済新聞社
- 信濃毎日新聞社
- 主婦の友社　　ほか

### 学術
- American Society Reproductive Medicine (ASRM;アメリカ生殖医学会) Embryology Certificate 取得
- American College of Embryology認定 Reproductive Embryologist 取得

## 学術・研究報告
1. The 2023 IFFS World Congress (国際不妊学会学術会議), Athens, Greece, September 10th-13th ; When transferring blastocysts into the uterus, embryo size may be more important than embryo morphological evaluation in determining the priority of embryos to transfer.
2. The 2023 IFFS World Congress, Athens, Greece, September 10th-13th ;The optimal timing of oocyte vitrification after oocyte retrieval is closely related to the formation of the mitotic spindle.
3. The 2023 IFFS World Congress, Athens, Greece, September 10th-13th ;Complete removal of the zona pellucida from the embryo before embryo transfer into the uterus may contribute to improved implantation rates.
4. Vivola株式会社 Vivola-Insights 生殖医療専門医療機関向けWebセミナー テーマ「アシステッドハッチング実施時における『透明帯の完全除去法』は妊娠率の向上に寄与する」2024年3月6日
5. 第65回 日本卵子学会学術集会, 神戸, 神戸国際会議場, 2024年5月18-19日；凍結胚移植周期において移植前のアシステッドハッチング実施時における『透明帯完全除去法』は着床率の向上に寄与する
6. The Scientific Committee of the 13th Congress of the Asia Pacific Initiative on Reproduction（ASPIRE 2024；アジア太平洋生殖医学会）,Manila, Philippines, May 23rd-26th ; IN THE FROZEN-THAWED BLASTOCYST TRANSFER CYCLE, COMPLETE REMOVAL OF THE ZONA PELLUCIDA FROM THE BLASTOCYST BY ASSISTED HATCHING MAY IMPROVE THE IMPLANTATION RATE.
7. The Scientific Committee of the 13th Congress of the Asia Pacific Initiative on Reproduction（ASPIRE 2024；アジア太平洋生殖医学会）,Manila, Philippines, May 23rd-26th ; THE FORMATION OF THE OOCYTE SPINDLE IS ONE OF THE MOST IMPORTANT FACTOR IN DETERMINING THE OPTIMAL TIMING FROM OOCYTE RETRIEVAL TO OOCYTE VITRIFICATION.